# エフエムひらかた
株式会社エフエムひらかたは、かつて大阪府枚方市の一部地域を放送対象地域として超短波放送（FM放送）を行っていた特定地上基幹放送事業者である。
「きくFM」の愛称でコミュニティ放送を実施していた。

## 概要

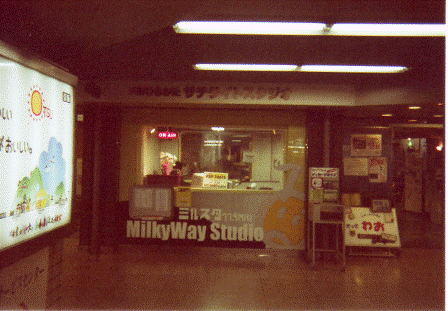
ミルキーウェイスタジオ

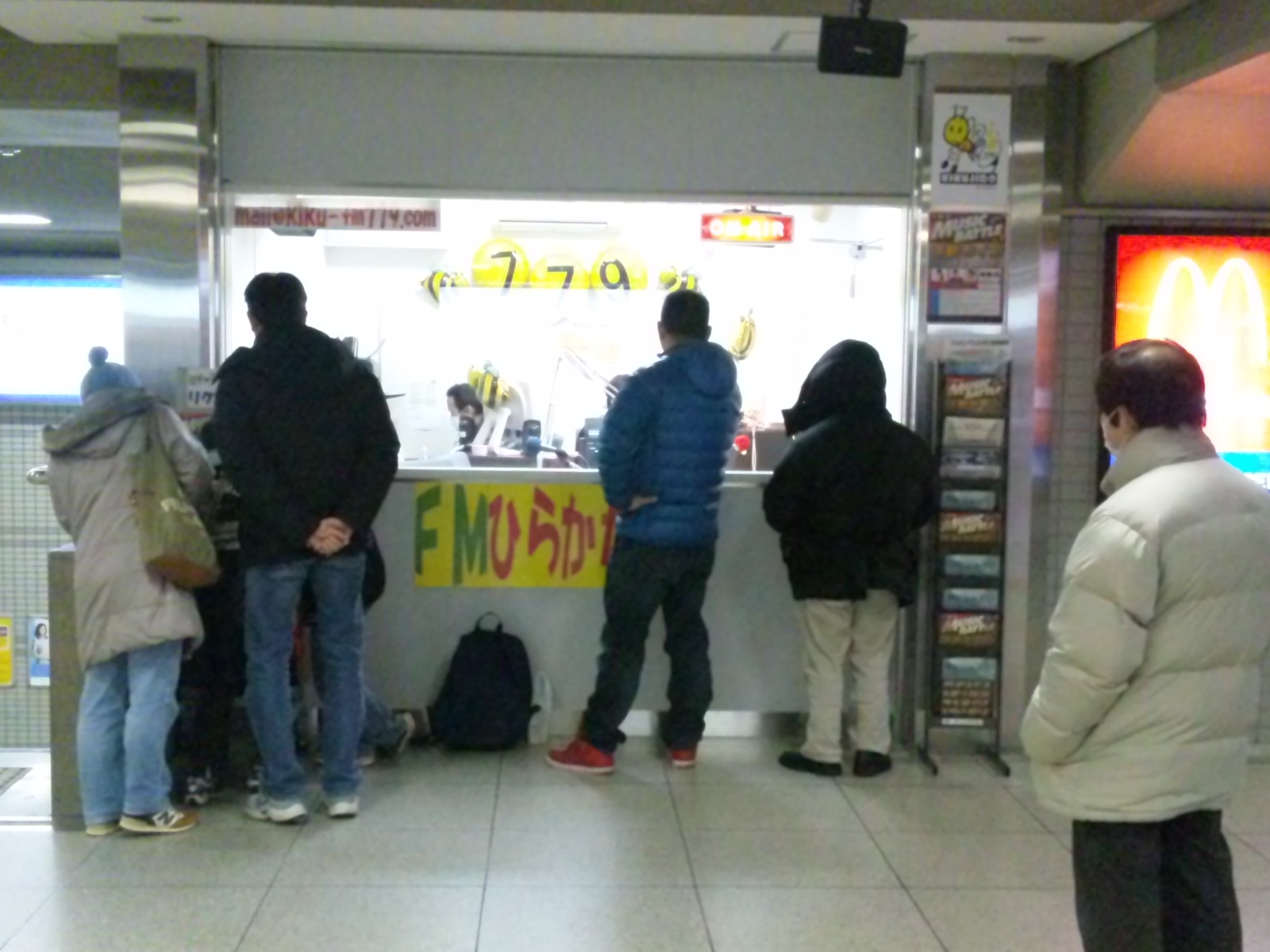
駅ナカスタジオ779

1997年（平成9年）1月15日開局。1995年（平成7年）の阪神・淡路大震災を契機に枚方市が中心となり、災害時の情報伝達を目的として設立された。出資比率から枚方市がマスメディア集中排除原則にいう支配関係にある。
愛称の「きくFM」は、放送を「聴く」と、枚方市の花「菊」にちなむ。URLやジングルで使用されていた。
本社・演奏所（スタジオ）は、枚方市岡東町のひらかたサンプラザ1号館にあった。サテライトスタジオ「駅ナカスタジオ779」（通称：エキスタ）が枚方市駅中央口改札前にあり、YouTubeによる動画配信も行われていた。かつては枚方市ふれあいホール（同駅東口前）に、サテライトスタジオ「ミルキーウェイスタジオ」（通称：ミルスタ）が置かれていた。
送信所は枚方市穂谷の枚方市野外活動センターにあり、放送局（現・特定地上基幹放送局）の呼出符号はJOZZ7AG-FM、呼出名称はエフエムひらかた、周波数77.9MHz、空中線電力は10Wで放送区域は枚方市の一部地域。聴取可能エリアは「ここが聞こえるゾーン」を参照。インターネット配信はSimulRadioによる。
24時間365日放送を行っていた。その内、駅ナカスタジオ779からの放送は平日10時から19時、土日11時から19時の時間帯であった。8月下旬に開催される「枚方まつり」の日曜分をラジオで同時放送していたほか、9月下旬に枚方自動車教習所で開催される「ひらキョーフェア」の司会を同局のパーソナリティが担当していた。また、2010年に『幻のセレナーデ～シベリア夜曲ノート』が第34回放送文化基金賞を、2021年にラジオ×教育特番『笑顔で学ぶ!wishコロナ』が第58回ギャラクシー賞ラジオ部門選奨を、2022年に『3.11震災特番「Smile Again Project ～被災地からの希望と勇気と微笑みと…2022」』が第59回ギャラクシー賞ラジオ部門選奨をそれぞれ受賞するなど、実力派のコミュニティFM局として知られていた。
- 周波数が同じ77.9MHzという縁で、2013年（平成15年）秋よりFMいわぬま（宮城県岩沼市）との二元中継番組『エリア779』を週1回生放送をしていた[2][3]。放送時間は、開始当初は木曜日夕方5時35分から[8]、2015年（平成27年）より『ひらかたCOUNT DOWN TOP30』内の金曜日夕方5時10分からに移動した[9]。

枚方市とは「緊急放送に関する協定書」を締結していた。
2021年（令和3年）、2022年2月末を以て閉局することを発表した。
- 枚方市が2020年に、2015年に就任した枚方市長の伏見隆による行財政改革の一環として、2022年度より放送委託料を廃止する方針としたことが要因となった[2][3][10]。また、市が2018年に実施したアンケートの結果で、大阪府北部地震の発生時に情報手段としてFMひらかたを聞いた市民は3.9%に留まったことも要因となっている[2][3]。自主運営や事業譲渡を模索したがスポンサーが見つからず、事業継続を断念した[11]。
- 大阪府内のコミュニティFM局の閉局は、これまで2010年の貝塚コミュニティ放送と2015年のエフエムさかいがあった。これらはいずれも開局して5年以内に閉局しており、当局のように四半世紀以上続いた局が閉局するのは大阪府内のみならず全国的にも初めてである。

2022年（令和4年）2月28日20時00分、全放送プログラムを終了。翌3月1日10時00分に停波。25年1か月と14日の歴史に幕を下ろした。その後3月31日に会社解散、11月1日に登記閉鎖。
同年、中日新聞は7月2日付の社説「小さなラジオ局 災害時の命綱支えたい」で当局を取り上げた。

## 沿革
- 1996年（平成8年）
  - 7月1日 - 株式会社エフエムひらかた設立[13]。
  - 12月16日 - 放送局の免許取得[14]。
  - 12月24日 - 試験電波発射開始[15]。
- 1997年（平成9年）1月15日 - 開局[2][14]。
- 2003年（平成15年）1月15日 -「ミルキーウェイスタジオ」を設置。
- 2004年（平成16年）3月6日 - 枚方市と「緊急放送に関する協定書」を締結[16]。
- 2009年（平成21年）11月21日 - SimulRadioによるインターネット配信を開始[15]。
- 2010年（平成22年）5月28日 -『幻のセレナーデ～シベリア夜曲ノート』が放送文化基金賞ラジオ番組賞を受賞[17]。
- 2012年（平成24年）10月28日 - ミルキーウェイスタジオを閉鎖。
- 2013年（平成25年）1月15日 -「駅ナカスタジオ779」を枚方市駅内に設置。
- 2021年（令和3年）
  - 4月30日 - ラジオ×教育特番『笑顔で学ぶ！withコロナ』がギャラクシー賞ラジオ部門選奨を受賞[18]。
  - 10月26日 - 2022年2月末をもって閉局することを発表[3][5]。
- 2022年（令和4年）
  - 2月25日で通常番組が終了。
  - 2月26日〜2月28日 - 11:00 - 19:30の間に新旧パーソナリティが1 - 5名で閉局特番『閉局特番3days グッバイレイディオ! ラジオが街からなくなる日』を生放送。28日 19:30 - 20:00放送の「社員より皆様へ」をもって全番組が終了し[2]、20:00頃にコールサインを2回繰り返して読み、感謝の文章を読み上げ、フェードアウト。全プログラム演奏は終了。
  - 3月1日 - 10:00をもって完全停波。25年1か月と14日の歴史に幕を下ろした。
  - 3月31日 - 会社解散。
  - 6月 -『3.11震災特番「Smile Again Project ～被災地からの希望と勇気と微笑みと…2022」』がギャラクシー賞ラジオ部門選奨を受賞[19]。

## 主な番組
2020年（令和2年）4月時点
●:シティインフォメーションに内包

### 平日

#### 午前
- ●ラジオシティ（月 - 金曜 9:00 - 10:00）
- おはラジ!（月 - 水曜 10:00 - 12:54）
- ●かふぇ ど すてーしょん（月・火曜 14:00 - 16:00）
- ●街角BirdView（木曜 10:00 - 15:00）
- ●Morning Flavor（金曜 10:00 - 14:00）

#### 午後
- ビジネスウォッチング in 北大阪（金曜 14:30 - 15:00、再放送・日曜 9:30 - ）
- ひらかたMaterial（月 - 木曜 16:00 - 19:00）
- ●シルバー四重奏（カルテット）（水曜 14:00 - 16:00）
- 上田和寛のドリームアベニュー（水曜 21:00 - 22:00 再放送・金曜 25:00（土曜午前 1:00） - ）
- メイドインO.I.U（金曜14:00 - 14:30） - 大阪国際大学の学生が番組に参加。エフエムもりぐちにも配給。
- ひらかた COUNTDOWN TOP30（金曜 15:00 - 19:00）
- 関西外大放送局（金曜 19:30 - 20:00）
- びっくり美酒佳肴（ひらかた COUNTDOWN TOP30に内包 - 提供：江戸前びっくり寿司
- 近藤利樹の放課後  ウクレレーション♪（ひらかた COUNTDOWN TOP30に内包、隔週放送）

### 過去
- シルバー三銃士（水曜 14:00 - 16:00）
- FMひらかた らじお日和（水曜 14:00 - 16:00）
- HIRAKATAの爺の冥途の土産（第1期）（木曜 19:30 - 20:00）
- HIRAKATAの爺の冥途の土産（第2期）（第1・第3水曜 14:00 - 16:00）
- つながりトレイン（水曜 17:15 - 17:30） ‐ 提供：枚方青年会議所
- Dream 5 Days（月 - 金曜 16:32 - ）
- 私たちの青春MAP（金曜 14:00 - 16:00）
- ひらビーへ行こう（ひらかた COUNTDOWN TOP30に内包）

### 週末
- わがままクラシック　朝倉洋（土曜 10:00 - 10:30、再放送・日曜 23:00 - 、金曜19:00 - ）
- ラジオシティー土曜日（土曜 10:30 - 10:45、●19:00 - 20:00）
- ●虹色スクランブル（土曜 11:00 - 15:00）
- ●スポーツタイム779（土曜 15:00 - 16:00、再放送・日曜 21:00 - ）
- ら・ぱれっと（土曜 16:00 - 19:00）
- ●POP TRAIL（日曜 11:00 - 14:00）
- ●ラジオシティー日曜日（日曜 14:00 - 15:00）
- しろたま Sweet Spot（日曜 16:00 - 19:00）

過去
- 桃香のHappy Music♪（日曜 15:30 - 16:00）
- ゆきのスタディロック
- ビンゴサンデー
- 枚方Livenglish77.9（日曜 19:00 - 19:15）
- 伏見隆の自遊空間（日曜 15:45 - 16:00）

など

### 不定期コーナー
- SDMU（Saftey・Drive&Mannre・Up）キャンペーン - 春・秋の交通安全キャンペーン期間を含む1か月間。
- デビューde DJひらかたKIDS - 8月中。番組BGMは北出菜奈「KISS or KISS」（インストゥルメンタル版）。
- HOP STEP 甲子園 - 地区予選期間中。番組BGMは湘南乃風「睡蓮花」（インストゥルメンタル版）。
- 修学旅行だより -  番組BGMはT-SQUARE「明日への扉」
- スキーだより
- 枚方おいしん坊Radio 第5弾

## パーソナリティ
パーソナリティを参照
過去（レポーターを含む） 2015年3月現在

## きくじろう
イメージキャラクター、周波数の77.9MHzにちなみ二本の触角が「7」、輪郭と口が「9（Q）」 。
当初は無名であったが開局15周年を機に命名され、クリアファイルなどのグッズ販売も開始した。